# Hatogaya
Hatogaya (jap. 鳩ヶ谷市, -shi, wörtlich: „Tal der Tauben“) war eine Stadt in der Präfektur Saitama auf Honshū, der Hauptinsel von Japan. Im Oktober 2011 fusionierte sie mit Kawaguchi.

## Geschichte
Hatogaya wurde am 1. März 1967 gegründet.

## Verkehr
- Straße:
  - Nationalstraße 122, nach Tōkyō bzw. Nikkō
- U-Bahn:
  - Saitama-Kōsoku-Linie

## Angrenzende Städte und Gemeinden
- Kawaguchi
- Tokio: Stadtbezirk Adachi